# Lissodynerus solomon
Lissodynerus solomon är en stekelart som beskrevs av Giordani Soika 1995. Lissodynerus solomon ingår i släktet Lissodynerus och familjen Eumenidae. Inga underarter finns listade i Catalogue of Life.